# Julius Thomson (wioślarz)
Julius Alexander Thomson (ur. 4 września 1882 w Toronto, zm. 26 października 1940 w Kenora) – kanadyjski wioślarz, brązowy medalista olimpijski.
Wystąpił na igrzyskach olimpijskich w Londynie w 1908 roku, gdzie kanadyjska ósemka w składzie: Irvine Robertson, Joseph Wright, Julius Thomson, Walter Lewis, Gordon Balfour, Becher Gale, Charles Riddy, Geoffrey Taylor i Douglas Kertland zdobyła brązowy medal. 
Poza sportem pracował jako agent ubezpieczeniowy. 